# VVA Podmoskovye
Dernière mise à jour : 1er mai 2010.
VVA Podmoskovie est un club russe de rugby à XV fondé en 1967 basé dans la ville de Monino. Il participe à la Professional Rugby League, le championnat de première division russe. C'est le plus gros club du championnat.

## Historique
En 2014, VVA Podmoskovie a intégré le Saracens Global Network sous le nom de VVA Saracens et rejoint ainsi au sein de cette entité les Seattle Saracens des États-Unis, les São Paulo Saracens du Brésil, les Abou Dabi Saracens des Émirats arabes unis, les KL Saracens de Malaisie, les Impala Saracens Nairobi du Kenya, les Timisoara Saracens de Roumanie et les Toa Saracens des Tonga.
En 2020, le club est pris en main par Pavel Baranovski, ancien joueur du club et sélectionneur de l'équipe de Russie féminine de rugby à sept, qui prend la suite de Nikolaï Nerouch (en). Sportivement, le bilan est correct avec une quatrième place en saison régulière, mais le club s'incline lors du quart de finale aller face au Metallourg Novokouznetsk. Humainement, les premiers mois sont plus difficiles. Baranovski est en conflit avec plusieurs joueurs, notamment géorgiens, ce qui a mené aux départs du club de plusieurs joueurs importants, tels que Lasha Malaguradze, Giorgi Aptsiauri, Zurab Eristavi et Vladislav Korchounov. Quelques mois après ces incidents, Baranovski quitte le club et prend la tête de l'équipe d'Ouzbékistan féminine de rugby à sept. Il est remplacé par Nikolaï Nerouch (en), qui a entre-temps perdu d'autres joueurs (German Godlyuk, Andrey Lizogub, Alexander Lavrov, Rewita Biddle et Ilya Babaev).

## Palmarès
- Championnat de Russie de rugby à XV :
  - Champion (8)  : 1993, 2003, 2004, 2006, 2007, 2008, 2009 et 2010
- Coupe de Russie de rugby à XV :
  - Vainqueur (8)  : 1992, 1993, 1997, 2002, 2004, 2005, 2007 et 2010

## Effectif 2020-2021
- Entraineur principal :  Pavel Baranovski
- Entraineur adjoint :  Alexandre Voïtov

| Nom                 | Poste            | Naissance         | Nationalité sportive | Sélections (points) | Dernier club        |
| ------------------- | ---------------- | ----------------- | -------------------- | ------------------- | ------------------- |
| Anton Drozdov       | Pilier           | 8 octobre 1996    | Russie               | 3 (0)               | Novokouznetsk Rugby |
| Dmitri Kroviakov    | Pilier           | 19 mai 1998       | Russie               | -                   | Energuia Kazan      |
| Ivan Nejdanov       | Pilier           | 26 février 1995   | Russie               | -                   | Boulava Taganrog    |
| Vladimir Podrezov   | Pilier           | 17 janvier 1994   | Russie               | 31 (5)              | Slava Moscou        |
| Andreï Polivalov    | Pilier           | 9 août 1986       | Russie               | 29 (5)              | Ienisseï-STM        |
| Clinton Theron      | Pilier           | 3 octobre 1995    | Afrique du Sud       | -                   | Lions               |
| Alexandre Ivanov    | Talonneur        | 4 novembre 1990   | Russie               | 3 (0)               | Formé au club       |
| Ievgueni Matveïev   | Talonneur        | 15 avril 1984     | Russie               | 65 (65)             | Imperia Penza       |
| Dmitri Parkhomenko  | Talonneur        | 2 novembre 1995   | Russie               | -                   | Krasny Iar          |
| Andreï Garbouzov    | Deuxième ligne   | 7 mars 1983       | Russie               | 100 (40)            | Krasny Iar          |
| Iegor Zykov         | Deuxième ligne   | 11 janvier 1993   | Russie               | 3 (5)               | Krasny Iar          |
| Alexeï Panassenko   | Deuxième ligne   | 13 janvier 1983   | Russie               | 33 (10)             | Formé au club       |
| Mikhaïl Pantrakov   | Deuxième ligne   | 4 novembre 1999   | Russie               | -                   | Energuia Kazan      |
| Tahgur Gadjiev      | Troisième ligne  | 29 mars 1994      | Russie               | 32 (30)             | Kouban Krasnodar    |
| Vitali Jivatov      | Troisième ligne  | 16 février 1992   | Russie               | 25 (25)             | Marino Lokomotiv    |
| Alexandre Lavrov    | Troisième ligne  | 18 mars 1991      | Russie               | -                   | Boulava Taganrog    |
| Artiom Martchenko   | Troisième ligne  | 23 mars 1991      | Russie               | -                   | Formé au club       |
| Frederick Ngoza     | Troisième ligne  | 20 octobre 1991   | Afrique du Sud       | -                   | Southern Kings      |
| Kirill Panarine     | Troisième ligne  | 3 avril 2001      | Russie               | -                   | Formé au club       |
| Patrice Eme Peki    | Troisième ligne  | 19 octobre 1995   | Russie               | 5 (0)               | Formé au club       |
| Dmitri Perov        | Demi de mêlée    | 18 novembre 1984  | Russie               | 14 (0)              | Formé au club       |
| Gor Petrossian      | Demi de mêlée    | 17 juillet 1997   | Russie               | -                   | Krasny Iar          |
| Denis Siomine       | Demi de mêlée    | 24 décembre 1992  | Russie               | -                   | Formé au club       |
| Lasha Malaguradze   | Demi d'ouverture | 2 juin 1986       | Géorgie              | 99 (190)            | Krasny Iar          |
| Leighton Eksteen    | Demi d'ouverture | 15 juillet 1994   | Afrique du Sud       | -                   | Southern Kings      |
| Mikhaïl Babaïev     | Centre           | 19 janvier 1986   | Russie               | 71 (35)             | Formé au club       |
| Iegor Koulechov     | Centre           | 18 février 1998   | Russie               | -                   | Formé au club       |
| Kirill Golosnitski  | Centre           | 30 mars 1994      | Russie               | 16 (20)             | Krasny Iar          |
| Sergueï Motov       | Centre           | 5 janvier 1997    | Russie               | -                   | Formé au club       |
| Sergueï Myssine     | Centre           | 16 septembre 1995 | Russie               | -                   | Formé au club       |
| Meli Rokoua         | Centre           | 24 juillet 1994   | Fidji                | -                   | Southern Kings      |
| Sergueï Trichine    | Centre           | 12 décembre 1984  | Russie               | 56 (25)             | Formé au club       |
| Alexandre Davydov   | Ailier           | 10 mai 2000       | Russie               | -                   | Formé au club       |
| German Davydov      | Ailier           | 10 mars 1994      | Russie               | 24 (25)             | Formé au club       |
| Aldexandre Nikitine | Ailier           | 22 avril 1999     | Russie               | -                   | Formé au club       |
| Daniil Potikhanov   | Ailier           | 30 novembre 1999  | Russie               | 4 (5)               | Imperia Penza       |
| Alexandre Romanov   | Ailier           | 26 avril 1993     | Russie               | -                   | Formé au club       |
| Vladislav Sozonov   | Ailier           | 9 octobre 1993    | Russie               | 13 (10)             | Formé au club       |
| Giorgi Aptsiauri    | Arrière          | 20 janvier 1994   | Géorgie              | 25 (0)              | Locomotive Tbilisi  |
| German Godliouk     | Arrière          | 11 août 1992      | Russie               | 3 (0)               | Slava Moscou        |
| Andreï Lizogoub     | Arrière          | 22 janvier 1991   | Russie               | 2 (0)               | Kouban Krasnodar    |

## Joueurs emblématiques
- Andrei Kovalenco (international avec l'Union Soviétique, l'Ukraine puis l'Espagne)
- Vassili Artemiev (transféré aux  Northampton Saints)
- Viktor Gressev (transféré aux  London Wasps)
- Vladislav Korchounov (transféré aux  London Wasps)
- Vadim Cobilas (transféré aux  Sale Sharks)
- Karolis Navickas (aujourd'hui joueur pour  Provence rugby en Pro D2)
- Alexandre Ianiouchkine (premier russe à inscrire un essai en Coupe du monde de rugby à XV)
- Iouri Kouchnariov (premier russe à inscrire des points en Coupe du monde de rugby à XV)